# Љубомир Врањеш
Љубомир Врањеш (рођен 17. август 1992, Гетеборг) бивши је шведски рукометаш и рукометни тренер српског порекла. Током каријере играо је за репрезентацију Шведске са којом је освајао сребрну медаљу на Олимпијским играма у Сиднеју 2000. године, титулу првака света у рукомету 1999. године и 3 пута титулу првака Европе (1998, 2000, 2002).
Играчку каријеру је завршио 2009. године и од тада је рукометни тренер. Од 2010. до 2017. године је био тренер немачког клуба Фленсбург Хандевит из Флензбурга. Током 2013. године је био селектор мушке рукометне репрезентације Србије.

## Клубови
- Кортедала (—1989)
- Редбергслидс (1989—1999)
- Гранољерс (1999—2001)
- Нордхорн-Линген (2001—2006)
- Фленсбург Хандевит (2006—)

## Успеси

### Са репрезентацијом
- Олимпијске игре:
  -  2000

- Светско првенство:
  -  1999

- Европско првенство:
  -  1998, 2000, 2002

### Клупски
- Првенство Шведске:
  -  1993, 1995, 1996, 1997, 1998

- Лига шампиона:
  -  2007